# Eurytoma yagii
Eurytoma yagii is een vliesvleugelig insect uit de familie Eurytomidae. De wetenschappelijke naam is voor het eerst geldig gepubliceerd in 1938 door Ishii.